# Vladimir Ivić
Vladimir Ivić (* 7. Mai 1977 in Zrenjanin, SR Serbien, Jugoslawien) ist ein ehemaliger serbischer Fußballspieler und jetziger Trainer.
Seine Stationen als Spieler waren Proleter Zrenjanin, FK Partizan Belgrad, Borussia Mönchengladbach und AEK Athen. Zuletzt spielte er für PAOK Thessaloniki. Sein einziges Spiel für Serbien bestritt er am 28. April 2004 gegen Nordirland.
Zwischen 2018 und 2023 trainierte er zweimal den israelischen Rekordmeister Maccabi Tel Aviv. Im August 2020 übernahm er den Cheftrainerposten beim englischen Erstligaabsteiger FC Watford.
Seit Februar 2025 trainiert er al Ain Club aus der UAE Pro League.